# Unsere Rettung
Unsere Rettung (ted. La nostra salvezza) è il secondo singolo della band tedesca OOMPH!, estratto dal loro quinto album Unrein. La copertina ritrae una serie di strumenti che servono per operare.

## Tracce
1. Unsere Rettung (Radio Mix)
2. Unsere Rettung (Club Mix)
3. This Time
4. Monolith